# Ana Karina Manco
Ana Karina Manco  (Caracas, Venezuela, 1970. december 17. –) venezuelai színésznő.

## Élete és pályafutása
1970. december 17-én született Caracasban. 
Karrierjét 13 éves korában kezdte a La mujer sin rostróban. 1991-ben az El Desprecio című telenovellában Tamara Campost alakította. 2004-ben főszerepet játszott Az élet gyönyörű oldala című sorozatban. 2010-ben Gala szerepét játszotta a La mujer perfectában.

## Magánélete
2002-ben hozzáment Vicente Pérez Recao üzletemberhez. Két gyermekük született.

## Filmográfia
- La mujer perfecta (2010) .... Gala Moncada Montiel de Reverón
- Aunque mal paguen (2007) .... Catalina Quiroz
- Az élet gyönyörű oldala (Sabor a ti) (2004) .... Miranda Valladares
- Amantes de luna llena (2001) .... La Chocolate
- El País de las mujeres (1998) .... Mariana Campos Gómez
- Contra viento y marea (1997) .... Daniela Borges
- Sol de tentación (1996) .... Sandra Nionegro
- Amores de fin de siglo (1995) .... Constanza
- El desprecio (1991) .... Tamara Campos
- Por estas calles
- Carmen querida
- La mujer sin rostro

### Színház
- La Fierecilla Domada
- María Lionza
- La Mozuela